# Samtgemeinde Fintel
La comunità amministrativa di Fintel (Samtgemeinde Fintel) si trova nel circondario di Rotenburg (Wümme) nella Bassa Sassonia, in Germania.

## Suddivisione
Comprende 5 comuni:
1. Fintel
2. Helvesiek
3. Lauenbrück
4. Stemmen
5. Vahlde

Il capoluogo è Lauenbrück.